# Веганське мило

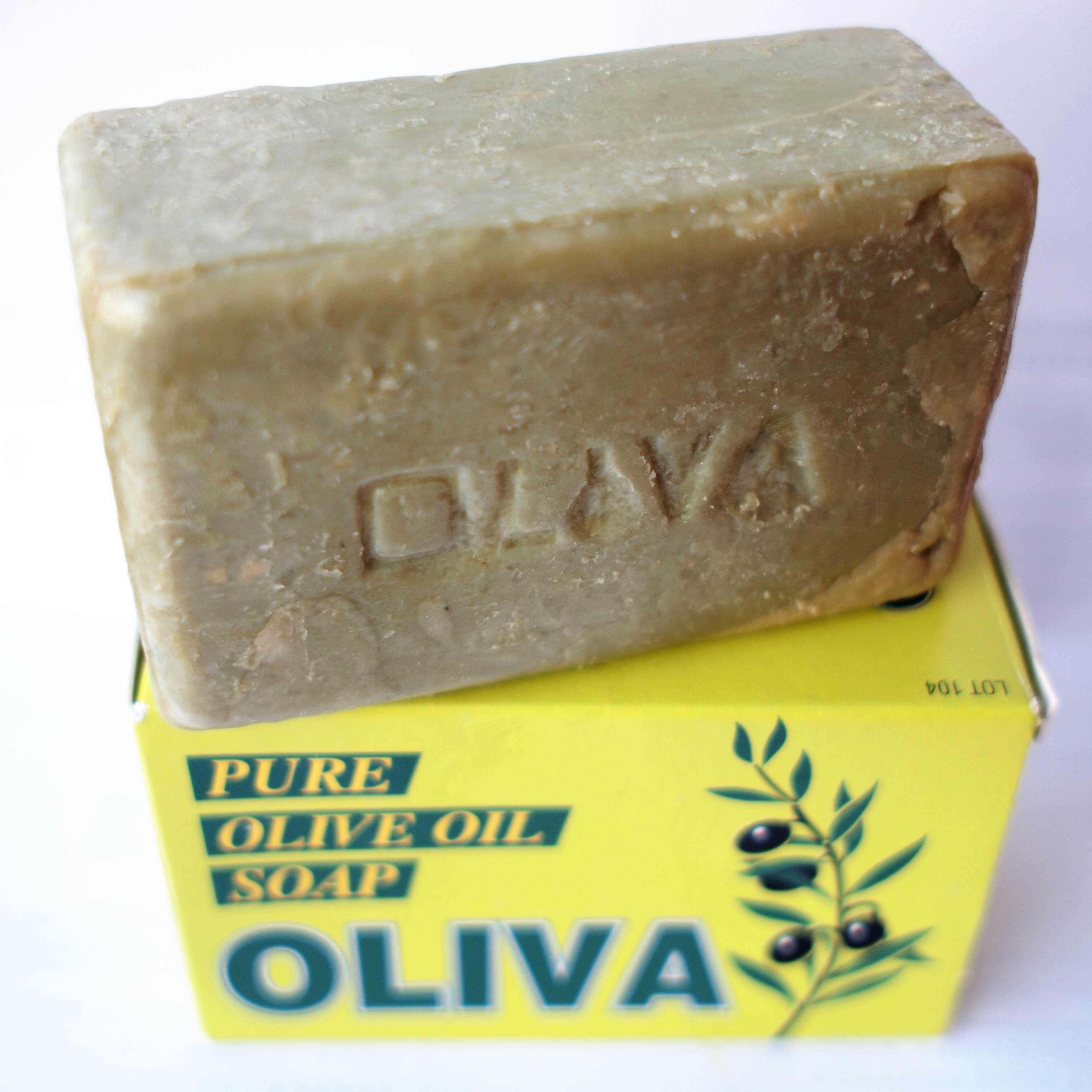
Мило з оливкової олії — це розповсюджене мило на рослинній основі.

Веганське мило (або рослинне мило) — це мило, виготовлене з жирів або олій рослинного походження, а не з омилених тваринних жирів. Визначення веганства, дане Товариством веганів, заохочує споживачів уникати всіх продуктів, що містять інгредієнти тваринного походження, тому веганське мило може містити алое віра, рицинову олію, кукурудзяний крохмаль, кукурудзяний сироп, пектин або ефірні олії, виключаючи такі продукти тваринного походження, як ланолін, желатин, смалець і лій. Прикладами традиційного веганського мила є Алеппське мило, Кастильське мило, Марсельське мило, Наблуське мило та деякі гліцеринові мила.
Вегани можуть бойкотувати мило, яке тестують на тваринах. Веганське товариство визначає веганство як таке, що виключає «наскільки це можливо і практично доцільно, всі форми експлуатації та жорстокого поводження з тваринами». За даними організації «Люди за етичне ставлення до тварин» (PETA), існує «багато» веганського мила, яке не тестується на тваринах, «незалежно від вашого типу шкіри чи бюджету».

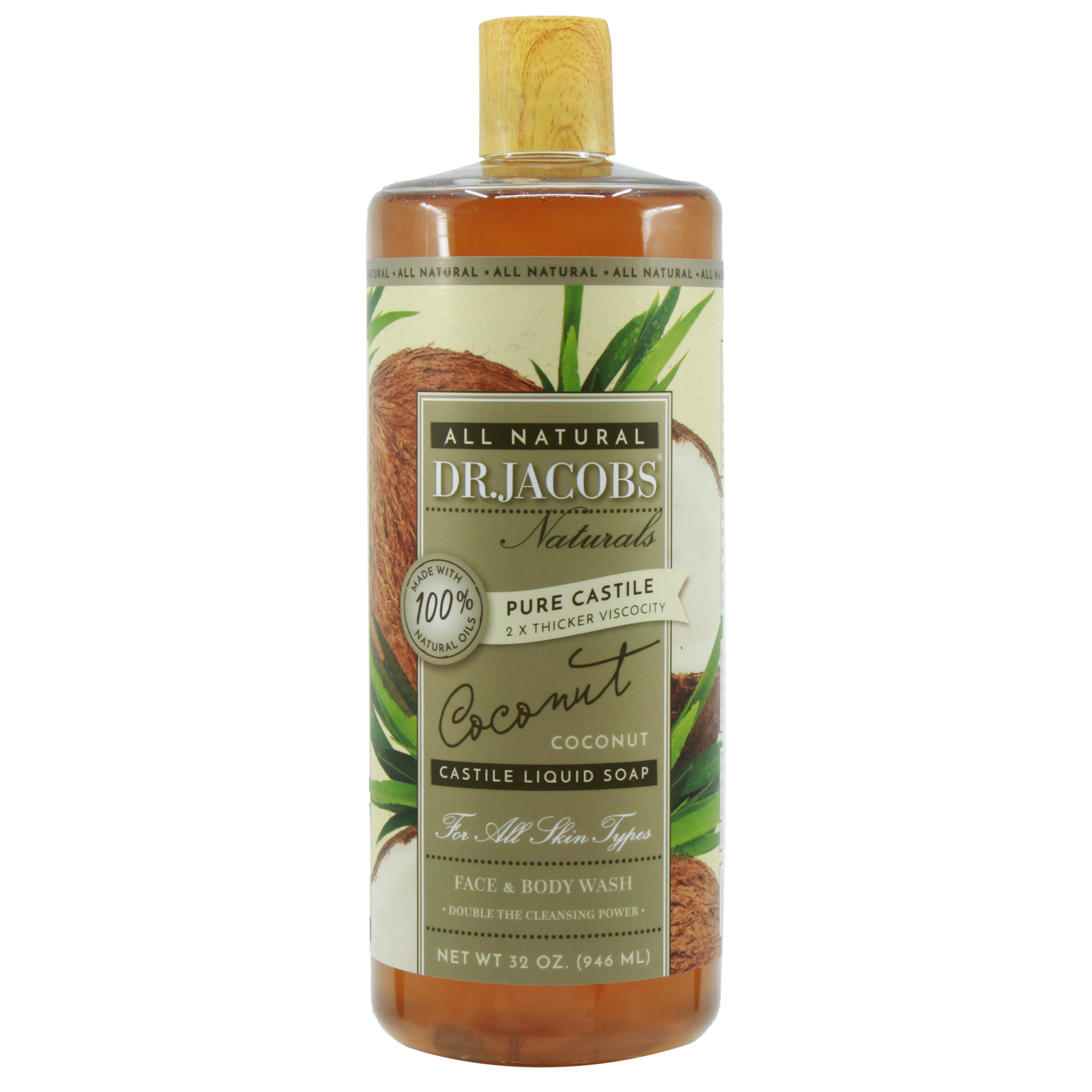
Веганське сертифіковане мило